# Piazza Mazzini (Catania)
Piazza Giuseppe Mazzini, originariamente nota col nome di Piano di San Filippo, è una piazza monumentale del centro storico di Catania, la cui progettazione risale al XVIII secolo.
Dopo il disastroso terremoto del Val di Noto del 1693, il nuovo impianto urbano deciso da Giuseppe Lanza, duca di Camastra, coordinatore e finanziatore della ricostruzione in accordo con le autorità cittadine, prevedeva lo sfruttamento di questa piazza come mercato e per tale motivo fu stabilita anche la conformazione strutturale degli edifici che dovevano affacciarvisi. Giacché lo spazio venne ricavato dall'incrocio fra due strade, l'attuale via Giuseppe Garibaldi (un tempo chiamata via San Filippo e, successivamente, via Ferdinandea a causa della Porta Ferdinandea, che si trova alla sua fine e che rappresentava anticamente l'ingresso della città dal lato sud-ovest) e via Santa Maria della Lettera a nord che cambia nome in via Auteri a sud, la piazza assunse un disegno a croce greca con uguale spartizione degli spazi ad angolo nei quali si scelse di erigere edifici dotati di terrazzini loggiati.
Così, nei primi decenni del XVIII secolo, non è sicuro per mano di quali architetti, in quella che sarebbe dovuta divenire una delle principali piazze del mercato catanese, sorsero quattro identici loggiati, ciascuno composto da 8 colonne in marmo bianco, che formarono una cornice quadrangolare lungo i perimetri del luogo ad eccezione delle quattro aperture stradali. Tali colonne furono recuperate da delle rovine di epoca romana, in particolare dai resti di una Basilica, sita ai tempi nei pressi dell'odierna Chiesa di Sant'Agostino, al quale fu poi annesso un Convento, e del Cortile San Pantaleone, dove si trovava il Foro romano di Catania. Esse furono messe in opera su eleganti plinti cubici in pietra lavica e su di queste furono sviluppate arcate a tutto sesto che, a loro volta, reggono i terrazzi dei palazzi nobiliari. 
Questi edifici (Palazzo Scammacca della Bruca a nord-est, Palazzo Asmundo di Gisira a sud-est, Palazzo Peratoner a sud-ovest e Palazzo Gagliani a nord-ovest) avrebbero dovuto tutti adeguarsi stilisticamente alle carte progettuali del XVIII secolo, e invece, a partire dal XIX secolo, tre dei quattro palazzi subirono modifiche ai secondi piani, dotati di finestre balconate quando sarebbero dovute essere semplici cornici quadre, e agli intonaci, che passarono dal grigio catanese al rosa. Solo Palazzo Scammacca della Bruca, il primo dei quattro ad essere stato realizzato, rimase del tutto fedele all'originario disegno e si presenta così ancora oggi. 
Bisogna precisare che detti cambiamenti furono abbastanza marginali guardando all'aspetto complessivo della sistemazione della piazza, in quanto essa appare ancora oggi estremamente omogenea e simmetrica nelle sue parti. Resta il fatto che i mercati storici di Catania sono ubicati altrove: a parte quello storico della "Fèra o Lùni" in Piazza Carlo Alberto, a nord-est di Piazza Stesicoro, vi è quello principale della Pescheria in Piazza Alonzo Di Benedetto, a sud-ovest di Piazza del Duomo, relativamente vicina a piazza Mazzini, la quale, molto probabilmente a causa dello sviluppo progressivo della città etnea e della crescita della sua popolazione, divenne troppo piccola per l'esercizio del suo stesso mercato, ovvero la "Fiera dei Morti", oggi tenuta invece in piazza Mercato Ortofrutticolo, nel quartiere San Giuseppe la Rena.